# Xã Miller, Quận Maries, Missouri
Xã Miller (tiếng Anh: Miller Township) là một xã thuộc quận Maries, tiểu bang Missouri, Hoa Kỳ. Năm 2010, dân số của xã này là 1.110 người.